# Бауман, Хенк
Хенрикюс (Хенк) Николас Бауман (нидерл. Henricus (Henk) Nicolaas Bouwman; 30 июня 1926, Амстердам — 27 декабря 1995, Барн, Утрехт) — нидерландский хоккеист на траве, нападающий. Бронзовый призёр летних Олимпийских игр 1948 года.

## Биография
Хенк Бауман родился 30 июня 1926 года в нидерландском городе Амстердам.
Играл в хоккей на траве за «Блумендал».
В 1948 году вошёл в состав сборной Нидерландов по хоккею на траве на летних Олимпийских играх в Лондоне и завоевал бронзовую медаль. Играл на позиции нападающего, провёл 1 матч, мячей не забивал.
Умер 27 декабря 1995 года в нидерландском городе Барн.

## Семья
Сын — Родерик Бауман (род. 1957), нидерландский хоккеист на траве. Участник летних Олимпийских игр 1984 года.